# Vanessa Massera
Vanessa Massera (née à Montréal en 1987) est une compositrice canadienne, originaire du Québec, spécialisée en électroacoustique.

## Biographie
Après sa formation au Conservatoire de musique de Montréal de 2008 à 2012, elle obtient un doctorat de l'Université de Sheffield au Royaume-Uni, en 2019 pour sa thèse Environment in Electroacoustic Music. En plus du Canada, ses œuvres ont été présentées en Russie, en Suède, au Japon, en Italie, au Portugal, au Royaume-Uni, aux États-Unis, et au Chili. 

## Sélection d'œuvres
- 2010 : L’Allègre Léo (12:12)[4]
- 2010 : Lames (14:20)[5]
- 2011 : Toreutique (7:17)[6]
- 2012 : Bora (11:25)[7]
- 2013 : Dremen (11:20[8]
- 2013 : Wrathful Vine (12:03)[9]
- 2015 : Éclats de feux (9:55)[10]
- 2016 : An Almost Abstract Experience (11:11)[11]
- 2016 : Omega 3 (16:55)[12]
- 2017 : Border Crossing (10:21)[13]
- 2017 : Exercitium arithmeticæ occultum nescientis se numerare animi (11:55)[14]
- 2018 : Avalanche (23:00)[15]
- 2018 : Résistance (10:00)[16]
- 2022 : First Layers (10:00)[17]

## Discographie
- 2022 : Fulgurances (empreintes DIGITALes, IMED 22181, 2022)[18]

## Publications
En 2021, elle a contribué à titre d'éditrice à l'ouvrage Taking the Temperature: Crisis, Curating, and Musical Diversity (Second Expanded Edition)

## Récompenses
- Sa pièce Toreutique lui a valu une mention honorifique au Concours de la Fondation Destellos (Argentine, 2013)[20]
- Sa pièce Éclats de feux a obtenu le 2e prix du concours Jeu de temps / Times Play (Canada, 2016)[21]